# Кузнецов Юрій Васильович (воєначальник)
Юрій Васильович Кузнецов (нар. 7 березня 1969, Рузаєвка, СРСР) — російський воєначальник. Заслужений військовий спеціаліст Російської Федерації, кандидат технічних наук. Начальник Головного управління кадрів Міністерства оборони РФ (з 2023), начальник Восьмого управління Генерального штабу ЗС РФ (захист державної таємниці; 2010—2023), генерал-лейтенант.

## Біографія
Народився 7 березня 1969 року в Рузаєвці, Мордовська АРСР, СРСР.
У 1990 році закінчив Краснодарське вище військове училище імені генерала армії С. М. Штеменко. У 1998 році закінчив Військову академію РВСП імені Петра Великого. У 2005 році закінчив Військову академію ГШ ЗС РФ.
У 2010 році став начальником Восьмого управління Генерального штабу ЗС РФ.
У 2023 році став начальником Головного управління кадрів Міністерства оборони РФ.
17 лютого 2024 року Кузнецов в реабілітаційно-освітньому центрі військового госпіталю ім. Вишневського в Москві вручив учасникам війни проти України нагороди та документи на житло.

## Критика та виявлені порушення
У 2019 році задекларував річний дохід в 4,5 млн руб. і зазначив, що мав 3 223 м2 нерухомості, дружина задекларувала дохід в 3,6 млн руб.

## Кримінальне провадження
13 травня 2024 року проти Кузнєцова почали слідчі дії, у нього провели обшук, самого Кузнецова було затримано. 
16 травня поміщений у слідчий ізолятор Лефортовської тюрми.

## Родина
- дружина - колишній співробітник комітету з військово-технічного співробітництва з іноземними державами, академії Ракетних військ стратегічного призначення та інших структур Міністерства оборони РФ

## Нагороди
- Орден Олександра Невського;
- орден «За військові заслуги»;
- Орден Пошани.